# Houten achtbaan
Een houten achtbaan is een achtbaantype.
Een houten achtbaan heeft gelamineerde houten rails, waarop platte stalen rails zijn bevestigd. De ondersteuning van de achtbaan is meestal ook van hout. Houten achtbanen hebben bijna nooit inversies. In plaats daarvan bestaat een houten achtbaan voor het grootste deel uit op-en-neer gaan, met banked en overbanked turns. Er was slechts 1 uitzondering; de in 2009 gesloten achtbaan Son Of Beast in het Amerikaanse park Kings Island heeft tot 2007 een looping in de track gehad. In 2006 ontstond er een scheur in een spoorbalk, waardoor 27 mensen gewond raakten. Na dit incident werd besloten treinen van een andere fabrikant, Gerstlauer op de baan te plaatsen. Deze karretjes waren lichter, om er voor te zorgen dat de belasting op de houten baan verminderde. Dit had echter als neveneffect dat de nieuwe karretjes de looping niet altijd voltooiden. Om er zeker van te zijn dat de nieuwe treinen niet stil zouden vallen, werd de looping uit de baan gehaald.
Tegenwoordig zijn er diverse bedrijven, zoals Rocky Mountain Construction (RMC), The Gravity Group en Great Coasters International (GCI), die houten achtbanen kunnen bouwen met inversies.
Houten achtbanen worden ook wel woodies genoemd.

## Typen
Er zijn twee soorten houten achtbaanontwerpen. Al gebruiken veel houten achtbanen elementen van beide soorten in de baanrit.

### Heen-en-terug ("Out and Back")
Een heen-en-terugachtbaan gaat als het ware heen en terug en heeft vaak veel heuvels en airtime. Colossos in Heide-Park is hier een voorbeeld van.

### Twister
Twisters kennen veel bochten en zijn op een kleiner oppervlak gebouwd dan de "out and back". Troy in Toverland en Weerwolf in Walibi Belgium zijn goede voorbeelden.

## Houten achtbanen in Nederland en België
- Pegasus in Efteling. Is gesloten en deels afgebroken en werd heropend op 1 juli 2010 als hybride (houten) coaster met stalen baan en houten ondersteuningen, met de nieuwe naam Joris en de Draak.
- Troy in Attractiepark Toverland
- Loup Garou/Weerwolf in Walibi Belgium
- Heidi The Ride in Plopsaland De Panne
- Robin Hood in Walibi Holland. Is gesloten en deels afgebroken en werd heropend op 1 juli 2019 als hybride (houten) coaster met stalen baan en houten ondersteuningen, met de nieuwe naam Untamed.

## Records
- Hoogste houten achtbaan in de wereld: T-Express en Wildfire (Everland en Dierentuin Kolmården) met 56 meter.
- Snelste houten achtbaan in de wereld: Lightning Rod (Dollywood) met 117,5 km/uur.
- Langste houten achtbaan in de wereld: The Beast (Kings Island) met 2243 meter.

- Hoogste houten achtbaan in Europa: Wildfire (Dierentuin Kolmården) met 56 meter.
- Snelste houten achtbaan in Europa: Wildfire (Dierentuin Kolmården) met 115 km/uur.
- Langste houten achtbaan in Europa: Coaster Express (Parque Warner Madrid) met 1394,2 meter.

- Hoogste houten achtbaan in de Benelux: Troy (Toverland) met 31,29 meter.
- Snelste houten achtbaan in de Benelux: Troy (Toverland) met 86,9 km/uur.
- Langste houten achtbaan in de Benelux: Troy (Toverland) met 1077,2 meter.

In 2009 werd onderstaande toenmalige hoogste achtbaan van de wereld gesloten en afgebroken, wat Colossos de hoogste houten achtbaan van de wereld maakte:
- Hoogste houten achtbaan ter wereld: Son Of Beast (Kings Island) met 66,4 meter.
- Snelste houten achtbaan ter wereld: Son Of Beast (Kings Island) met 126,2 km/uur.